# 竹山道雄
竹山 道雄（たけやま みちお、1903年7月17日 - 1984年6月15日）は、日本の評論家、ドイツ文学者、小説家。日本芸術院会員。第一高等学校教授、東京大学教養学部教授などを歴任した。

## 経歴
出生から修学期
1903年、銀行員の息子として大阪市に生まれた。幼少期は父の転勤に伴い、1907年から1913年まで京城（現在のソウル）で過ごした。東京府立第四中学校から第一高等学校を経て、東京帝国大学文学部独文科に入学。1926年に同大学を卒業した。
ドイツ語教師となる
卒業後はドイツ語講師として第一高等学校に勤務。1928年から文部省より欧州留学を命じられ、ベルリンとパリに留学。1931年に帰国し、第一高等学校の教授となった。
太平洋戦争後
戦後、第一高等学校が学制改革によって新制東京大学教養学部に改組されることとなり、改組後間もない1951年に東京大学教授を退官。上智大学など諸大学での講師を務めつつ、ヨーロッパ各地やソ連を度々訪問した。創作活動の面では〈生成会〉同人として、機関誌『心』（月刊誌、1948－81年）に大きく参与した。月刊誌では『新潮』、『自由』にも多く寄稿した。晩年の1983年に日本芸術院会員になった。
戦前のナチズム・軍国主義と戦後の左翼的風潮には同質性（専制と狂信）があるとして嫌悪し、自由主義者としての立場を堅持した。
1984年6月15日、肝硬変のため東京厚生年金病院で死去。没後、叙正四位、勲三等瑞宝章を追贈された。

## 研究ならびに文筆活動
多く重版した訳書にニーチェ『ツァラトゥストラ』やヨハンナ・シュピリ『ハイジ』など、シュヴァイツァーの著書『わが生活と思想より』を訳し、日本におけるシュヴァイツァーの紹介者としても知られている。

### 創作活動
小説
小説家としては、一高教官として多くの教え子を学徒出陣で戦場に送り出した体験に基づき、童話雑誌『赤とんぼ』（実業之日本社）に1947年3月から1948年2月にかけて『ビルマの竪琴』を連載。1948年10月に中央公論社で同題の単行本として出版され、同年毎日出版文化賞を受賞、1950年に文部大臣賞を受賞した。1956年と1985年に市川崑監督により映画化されている。
評論
1940年、『独逸・新しき中世?』を発表し、ナチス・ドイツを批判した。戦後直後から1950年代にかけては、当時の日本の社会主義賛美の風潮に抗してスターリニズムへの疑念を表明。中道保守の立場から昭和史論争をはじめ、左右双方の全体主義に警鐘を鳴らし続けた。1962年に「ヨーロッパの旅」ほかの著作で第13回読売文学賞、1983年に第31回菊池寛賞を受賞した。

## 家族・親族
- 父・竹山純平は岡田良一郎の三男で、良一郎の妻の家である竹山家の養子。銀行の役員などを務め、多額納税者。父方の伯父に岡田良平、男爵一木喜徳郎がいる。
- 兄・初雄の岳父に森島庫太。初雄の二男に竹山恭二。
- 姉の夫に一戸二郎。
- 妹の夫に船田亨二。
- 弟・謙三郎の岳父に川上俊彦。
- 長男は竹山護夫。
- 長女の夫は平川祐弘、伝記を著した（下記参照）。

## 交遊
極東軍事裁判で派遣されていたベルト・レーリンク判事と交遊があった。

## 著作
著書
- 『光と愛の戦士』新潮社(少年文化叢書) 1942
- 『失はれた青春』白日書院 1947
- 『ビルマの竪琴』中央公論社(ともだち文庫) 1948
  - 新装改版 新潮文庫 2017。電子書籍も刊
- 『北方の心情』養徳社 1948
- 『憑かれた人々』新潮社 1949
- 『希臘にて』早川書店 1949
- 『手帖』新潮社 1950
- 『樅の木と薔薇』新潮社 1951
- 『失われた青春』新潮社 1951
  - 新潮文庫 1966年
- 『見て感じて考える』創文社 1953
  - 講談社〈創文社オンデマンド叢書〉 2023、電子書籍
- 『古都遍歴－奈良』新潮社（新潮一時間文庫） 1954、増訂単行版 1969
- 『精神のあとをたずねて』実業之日本社 1955
- 『白磁の杯』実業之日本社 1955
- 『昭和の精神史』新潮社〈新潮叢書〉1956、新潮文庫 1958
- 『ヨーロッパの旅』新潮社 1957
- 『續 ヨーロッパの旅』新潮社 1959
  - 新潮文庫 1964[7]
- 『まぼろしと真実 私のソビエト見聞記』新潮社 1962
- 『剣と十字架 ドイツの旅より』文藝春秋新社 1963
- 『京都の一級品 東山遍歴』新潮社 1965
- 『人間について 私の見聞と反省』新潮社 1966
- 『時流に反して』〈人と思想〉文藝春秋 1968[8]
- 『日本人と美』新潮社 1970
- 『乱世の中から 竹山道雄評論集』読売新聞社 1974
- 『みじかい命』新潮社 1975[9]
- 『歴史的意識について』講談社学術文庫 1983 [10]
- 『主役としての近代』講談社学術文庫 1984　 [10]
- 『尼僧の手紙』講談社学術文庫 1985 [10]
- 『昭和の精神史』講談社学術文庫 1985[11]
- 『昭和の精神史』中公クラシックス 2011[12]

著作集
- 『竹山道雄著作集』[13]（全8巻） 福武書店 1983

1. 『昭和の精神史』
2. 『スペインの贋金』
3. 『失われた青春』
4. 『樅の木と薔薇』
5. 『剣と十字架』
6. 『北方の心情』
7. 『ビルマの竪琴』
8. 『古都遍歴』 - 年譜・書誌あり、粕谷一希等による編集

- 『竹山道雄セレクション』（全4巻、平川祐弘編） 藤原書店 2016-2017

1. 『昭和の精神史』解説秦郁彦、作家論牛村圭
2. 『西欧一神教の世界』解説佐瀬昌盛、作家論苅部直
3. 『美の旅人』解説芳賀徹、作家論稲賀繁美
4. 『主役としての近代』解説平川祐弘、作家論大石和欣

翻訳
- 『野鴨』イプセン著 岩波文庫 1938
- 『幽霊』イプセン著 岩波文庫 1939
- 『民衆の敵』イプセン著 岩波文庫 1939、のち改版
- 『わが生活と思想より』アルベルト・シュヴァイツェル著 白水社 1939、度々再版
  - 新版 白水Uブックス 2011
- 『混乱と若き悩み』トーマス・マン著 新潮社 1941
- 『ニーチェ ツアラトストラかく語りき』弘文堂書房(世界文庫)(全3巻) 1941-43
  - 新潮社 (ニーチェ全集 7) 1950
  - 新潮文庫(上下) 1953、度々改版
- 『羅馬哀歌』ゲーテ著 角川書店 1949
- 『人形の家』イプセン著 岩波文庫 1950、のち改版
- 『ニーチェ 力への意志（1）』(ニーチェ全集 11)新潮社 1951
- 『若きヱルテルの悩み』ゲーテ 岩波文庫 1951、のち改版
- 『ハイジ』ヨハンナ・スピリ著 岩波少年文庫 1952、のち改版
- 『ニーチェ 善悪の彼岸・道徳の系譜』(ニーチェ全集 8) 新潮社 1952
  - 『善悪の彼岸』新潮文庫 1954、度々改版
- 『ニーチェ 詩集』(ニーチェ全集 10) 新潮社 1952
- 『マリオと魔術師 他一篇』トーマス・マン著 角川文庫 1955、復刊 1989
- 『ゲーテ詩集 2・4』岩波文庫 1955[14]、復刊 1996

## 関連文献
- 平川祐弘『竹山道雄と昭和の時代』（藤原書店、2013年）
- 続編『戦後の精神史』（河出書房新社、2017年）
- 編著『手紙を通して読む　竹山道雄の世界』（藤原書店、2017年）